# Claude Netter
Claude Netter   (7è districte de París, 23 d'octubre de 1924 - Neuilly-sur-Seine, 13 de juny de 2007) va ser un tirador d'esgrima francès, especialista en floret, que va competir durant la dècada de 1950.
El 1952 va prendre part en els Jocs Olímpics d'Estiu de Hèlsinki, on guanyà la medalla d'or en la competició de floret per equips del programa d'esgrima. Quatre anys més tard, als Jocs de Melbourne, disputà dues proves del programa d'esgrima. En la prova del floret per equips guanyà la medalla de plata, mentre en la prova individual quedà eliminat en quarts de final. El 1960, a Roma, disputà els seus tercers, i darrers, Jocs Olímpics. En la prova del floret per equips quedà eliminat en quarts de final.
En el seu palmarès també destaquen set medalles al |Campionat del Món d'esgrima, tres d'or i quatre de plata entre les edicions de 1950 i 1959. Als Jocs del Mediterrani de 1951 guanyà una medalla de plata i dues de bronze.